# Dernjačista
Dernjačista (též Dernečište, srbochorvatsky Дернечиште, 2238 m n. m.) je hora v pohoří Ljubišnja na bosensko-černohorské státní hranici. Černohorská část masivu se nachází na území opštiny Pljevlja, bosenská na území opštiny Foča (Republika srbská). Hora leží v hřebeni mezi vrcholy Mala Ljubišnja (2073 m) na severozápadě a Oštrika (2046 m) na jihovýchodě. Dernjačista je nejvyšší horou celého pohoří.